# باتشات تشربيون (زيلايي)
باتشات تشربیون (بالفارسية: پاچات چربیون) هي قرية تقع في إيران في قسم زیلایی الريفي. يقدر عدد سكانها بـ 0 نسمة بحسب إحصاء 2016.